# Paråkning i konståkning vid olympiska vinterspelen 2014
Paråkningen i konståkning vid olympiska vinterspelen 2014 hölls på Iceberg skridskopalats den 11-12 februari 2014. Det korta programmet genomfördes den 11:e och friåkningen den 12:e.

## Medaljörer
| Spel      | Guld                                        | Silver                                 | Brons                                     |
| Paråkning | Maksim Trankov och Tatiana Volosozhar (RUS) | Fedor Klimov och Ksenia Stolbova (RUS) | Aliona Savtjenko och Robin Szolkowy (GER) |